# Gang Albanii
Gang Albanii là ban nhạc hip-hop Ba Lan thành lập năm 2014 bởi DJ Ba Lan Rozbójnik Alibaba và rapper Popek. Vài tháng sau đó, rapper Borixon gia nhập.

## Từ nguyên
Trong tiếng Ba Lan, Gang Albanii có nghĩa là "Băng đảng Albania". Sở dĩ đặt tên là vậy vì rapper Popek từng sống ở Vương quốc Anh và được một người tên là  Albakrallet truyền cảm hứng.

## Sự nghiệp
Gang Albanii gặt hái nhiều thành công lớn về mặt thương mại tại Ba Lan. Bài hát nổi tiếng nhất của họ là Dla prawdziwych dam có hơn 50 triệu lượt xem trên YouTube. Bài hát này mang từ ngữ tục tĩu, chủ đề là ma túy, móc túi, cướp ngân hàng. Thủ lĩnh của nhóm là Popek hiện đang bị Cảnh sát Ba Lan truy lùng. Để tránh bị bắt, Popek sử dụng Skype để tiếp cận người hâm mộ.
Gang Albanii phát hành album đầu tiên mang tên Królowie życia vào năm 2015. Album này trở thành một hit - bán được hơn 90 nghìn bản, mang về cho nhóm 3 đĩa bạch kim của Hiệp hội Công nghiệp Ghi âm Ba Lan.
Album thứ hai của Gang Albanii, Ciężki Gnój ra mắt vào ngày 29 tháng 4 năm 2016.

## Tác phẩm phát hành
Album
| Tiêu đề        | Chi tiết về album                               | Xếp hạng | Doanh số       | Chứng chỉ           |
| Tiêu đề        | Chi tiết về album                               | POL      | Doanh số       | Chứng chỉ           |
| -------------- | ----------------------------------------------- | -------- | -------------- | ------------------- |
| Królowie życia | - Ngày 24 tháng 4 năm 2015 - Hãng: Step Records | 1        | - POL: 90.000+ | - POL: 3 × Bạch kim |
| Ciężki gnój    | - Ngày 29 tháng 4 năm 2016 - Hãng: Step Records | 2        | - POL: 30.000+ | - POL: Bạch kim     |

Đĩa đơn
| Năm                                  | Tiêu đề | Xếp hạng |                | Album                    | Chứng nhận doanh số đĩa thu âm |
| Năm                                  | Tiêu đề | Eska     | POL NEW        | Album                    | Chứng nhận doanh số đĩa thu âm |
| ------------------------------------ | ------- | -------- | -------------- | ------------------------ | ------------------------------ |
| 2015                                 |         |          |                |                          |                                |
| "Napad na bank"                      | -       | -        | Królowie życia | * ZPAV: Kim cương        |                                |
| “Albański raj”                       | -       | -        | Królowie życia | * ZPAV: Diamentowa płyta |                                |
| "Dla prawdziwych dam"                | 1       | 4        | Królowie życia | * ZPAV: Kim cương        |                                |
| Dấu "-": đĩa đơn không có trong top. |         |          |                |                          |                                |